# Sebagin
Sebagin is een bestuurslaag in het regentschap Bangka Selatan van de provincie Bangka-Belitung, Indonesië. Sebagin telt 2061 inwoners (volkstelling 2010).